# 伊芙琳短線脂鯉
伊芙琳短線脂鯉（学名：Curimatopsis evelynae），為輻鰭魚綱脂鯉目脂鯉亞目無齒脂鯉科的其中一個種，分布於南美洲亞馬遜河及奧里諾科河流域，體長可達4公分，棲息在河川底中層水域，生活習性不明，可作為觀賞魚。